# Triefenstein
Triefenstein è un comune mercato tedesco di 4 428 abitanti, situato nel circondario del Meno-Spessart nel distretto della Bassa Franconia nel land della Baviera.